# مونتيزوما (كولورادو)
مونتيزوما (بالإنجليزية: Montezuma, Colorado)‏ هي بلدة تقع في مقاطعة سميت، كولورادو بولاية كولورادو في الولايات المتحدة. تأسست عام 1865، تبلغ مساحتها 0.2 (كم²)، وترتفع عن سطح البحر 3143 م، بلغ عدد سكانها 65 نسمة في عام 2010 حسب إحصاء مكتب تعداد الولايات المتحدة وتصل الكثافة السكانية فيها 325 نسمة/كم2.

## وصلات خارجية
- The US50 - Cities and Towns in Colorado State
- Colorado Cities and Towns, Facts, Map, Flag, Colleges, Government, and More